# Kartuzija San Martino
Kartuzija San Martino (italijansko Certosa di San Martino) je baročni samostanski kompleks in cerkev v Neaplju, ki stoji na hribu Vomero pod trdnjavo Castel Sant'Elmo. Od leta 1866 je nacionalni spomenik Italije, od leta 2010 pa je njen vinograd.
V stavbi nekdanjega samostana je tudi Narodni muzej San Martino (Museo nazionale di San Martino).

## Zgodovina
Kartuzija San Martino je bila drugi kartuzijanski samostan v južni Italiji za San Lorenzo a Padula. Ustanovil ga je vojvoda Karel Kalabrijski. Cerkev je bila posvečena Devici Mariji, sv. Martinu in vsem svetnikom 26. februarja 1325. Leta 1337 so se vanjo vselili istoimenski kartuzijani. Od nekdanje gotske stavbe je ostalo le nekaj oltarjev, ki so danes v muzeju v nekdanjem priorjevem stanovanju.
Konec 16. stoletja se je pod priorjem Severom Turbolijem začela faza intenzivne prenove celotne stavbe. Firenčan Giovanni Antonio Dosio je bil prvotno imenovan za arhitekta leta 1591 in je delal na novi kartuziji do svoje smrti leta 1609. Sledila sta mu Giovan Giacomo Conforto in od 1623 do 1656 Cosimo Fanzago, ki je med drugim dal cerkvi njen neprimerljiv značaj z dragocenim polikromiranim marmornim okrasjem. Okrasitev cerkve in njenih sosednjih prostorov, kot sta zakristija in zakladnica, je trajala do 18. stoletja in sodelovali so najpomembnejši umetniki svojega časa: kiparji, kot so Michelangelo Naccherino, Pietro Bernini, Lorenzo in Domenico Antonio Vaccaro ter Giuseppe Sanmartino so ustvarili kiparstvo in marmorno dekoracijo. Obokane strope so poslikali Giuseppe Cesari in njegov brat Bernardino Cesari, Belisario Corenzio, Giovanni Lanfranco, Paolo Finoglia in Luca Giordano. Glavni oltar je oblikoval Francesco Solimena, oltarne slike pa med drugim vključujejo dela Jusepeja de Ribere, Battistella Caracciola in Massima Stanzioneja.
Po kratki prekinitvi republike leta 1799 in ponovni francoski vladavini leta 1806 so bili kartuzijanski menihi izgnani. Samostansko poslopje je postalo dom za ostarele vojake invalide.
Leta 1866 je kartuzija končno prišla v roke države in je od leta 1867 v njej Narodni muzej San Martino.

## Značilnosti
Kartuzija ni le eden najimenitnejših primerov neapeljskega baroka, ampak tudi ena najpomembnejših baročnih umetnin vseh časov, na kateri so od konca 16. stoletja sodelovali številni pomembni umetniki, arhitekti, kiparji in slikarji. Predvsem velja za eno od mojstrovin Cosima Fanzaga, ki je bil odgovoren za večino resnično spektakularne in dovršene marmorne dekoracije v cerkvi; to je ena najpomembnejših stvari, ki so bile kdaj ustvarjene na področju inkrustacije pietra dura. Ogleda vredni so tudi zakristija, kapitelj in drugi stranski prostori ter znameniti križni hodnik z meniškim pokopališčem, ki je prav tako delo Fanzaga.
Muzej San Martino v nekdanjih prostorih samostana je eden najpomembnejših v Neaplju in ne hrani le ostankov in oltarjev iz nekdanje gotske opreme samostana, temveč tudi pomembno zbirko slik in drugih umetniških predmetov ter zgodovino Neaplja. Zbirka jaslic med drugim velja za najpopolnejšo in najpomembnejšo zbirko te vrste v Italiji; jaslične figure Giuseppeja Sanmartina iz 18. stoletja.
Edinstvena lepota celotnega kompleksa je nenazadnje posledica lokacije nad Neapljem, ki ponuja čudovit razgled na Neapeljski zaliv in Vezuv.

## Galerija
- Stropne freske Giovannija Lanfranca v ladji
- Stropne freske Giuseppe Cesarija in njegovega brata Bernardina Cesarija v koru
- Cappella di Sant’Ugo
- Ječe
- Cerkvena tla z baročnim opus sectile
- Kapela sv. Janeza Krstnika
- Intarzije na balustradi Cappella di San Gennaro
- Cappella di San Gennaro
- Prehod med kapitljem in parlatoio, s stropnimi freskami Bernardina Cesarija (1593)
- Zakristija
- Križanje Giuseppe Cesarija v zakristiji (1592–93)
- Luca Giordano: Stropna freska Triumf Judite v zakladnici
- Doprsna kipa Nicolòja Albergatija (levo) in svetega Martina (desno) delo Cosima Fanzaga in Domenica Antonia Vaccara
- Križni hodnik s pokopališčem (v ospredju)
- Pročelje cerkve Certosa di San Martino